# SpVgg Nickenich
Die SpVgg Nickenich ist ein deutscher Sportverein mit Sitz in rheinland-pfälzischen Ortsgemeinde Nickenich im Landkreis Mayen-Koblenz.

## Geschichte

### Fußball
Die Fußball-Mannschaft des Vereins spielte in der Saison 1950/51 in der damals zweithöchsten Spielklasse der Landesliga Rheinland.
In der Saison 2003/04 sowie bis zur Saison 2005/06 spielte der Verein in der Kreisliga B Mayen. Ab der Saison 2007/08 trat die Mannschaft dann in einer Spielgemeinschaft mit dem SV Eintracht Eich sowie dem SV Kell in der Bezirksliga Mitte an. Nach der Saison 2011/12 stieg die Mannschaft dann allerdings als Tabellenletzte mit nur 17 Punkten ab. In der nachfolgenden Saison fand sich die SG somit in der Kreisliga A wieder, in welcher am Ende der achte Platz erzielt wurde. Schon in der Saison 2013/14 gelang dann mit dem Meistertitel wieder der Aufstieg in die Bezirksliga Mitte zur nächsten Saison, in welcher aber auch sofort über den letzten Platz der erneute Abstieg folgte. Bedingt durch den 12. Platz in der Saison 2016/17 der Kreisliga A, ging es dann zur nächsten Saison dann sogar weiter hinunter in die Kreisliga B. Aus welcher mit dem Meistertitel aber auch der sofortige Wiederaufstieg gelang. Somit spielt der Verein seit der Saison 2018/19 zurzeit in der Kreisliga A.

## Bekannte ehemalige Sportler
- Oliver Pagé, Fußballspieler